# Восстание якобитов 1745 года
Якобитское восстание 1745 года было поднято в Шотландии «молодым претендентом» Карлом Эдуардом Стюартом в надежде захватить трон Великобритании, на котором правил король Георг II. Отец «молодого претендента» Яков III («старый претендент») в конце 1743 года наделил сына статусом принца-регента, чтобы он полноценно представлял династию. Стюарты попытались вернуться на британский престол в то время, когда основные силы армии Великобритании были задействованы в Войне за австрийское наследство. Это была предпоследняя (ещё одна будет предпринята в ходе Семилетней войны) серьёзная попытка изгнанного из Британии дома Стюартов вернуть себе трон. Восстание также ознаменовалось последней крупной (генеральной) битвой в истории на территории острова Великобритания — сражением при Калло́дене, произошедшем в 1746 году. Восстание закончилось поражением якобитов.

## Предыстория

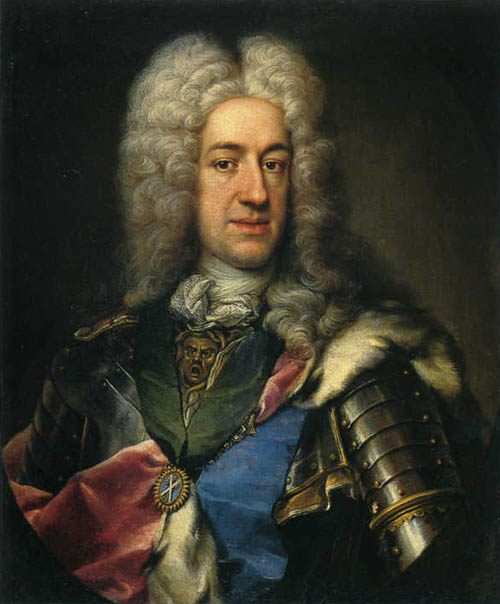
Старый претендент — Джеймс Фрэнсис Эдуард Стюарт

В результате Славной революции 1688 года Яков II был сменён своей дочерью-протестанкой Марией и её мужем-голландцем Вильгельмом, которые правили как совместные монархи Англии, Ирландии и Шотландии. Ни у Марии, которая умерла в 1694 году, ни у её сестры Анны не было выживших детей, в результате чего их единокровный брат-католик Джеймс Фрэнсис Эдвард был ближайшим естественным наследником. Акт о престолонаследии 1701 года исключил католиков из наследства, и когда Анна стала королевой в 1702 году, её наследницей стала дальняя родственница, но протестантка курфюрстина София Ганноверская. София умерла в июне 1714 года, и когда два месяца спустя умерла и Анна, королём Великобритании стал сын Софии Георг I.
Бывший главным источником поддержки изгнанных Стюартов Людовик XIV умер в 1715 году, и его преемникам нужен был мир с Великобританией, чтобы восстановить свою экономику после общеевропейской войны. Англо-французский союз 1716 года вынудил Якова покинуть Францию; он поселился в Риме на папскую пенсию, что сделало его ещё менее привлекательным для протестантов, которые составляли подавляющее большинство его британской поддержки. Оба восстания якобитов в 1715 и 1719 годах потерпели неудачу, причём последнее — настолько сильную, что его планировщики пришли к выводу, что это могло стать «разрушительным для интересов короля и верных подданных в этих краях». Некоторые видные изгнанники, такие как Болингброк, приняли помилование и вернулись домой. Другие продолжили жизнь в эмиграции. Рождение у Джеймса Стюарта сыновей Чарльза и Генри помогло сохранить общественный интерес к Стюартам, но к 1737 году Джеймс «спокойно жил в Риме, оставив всякую надежду на реставрацию [династии]».

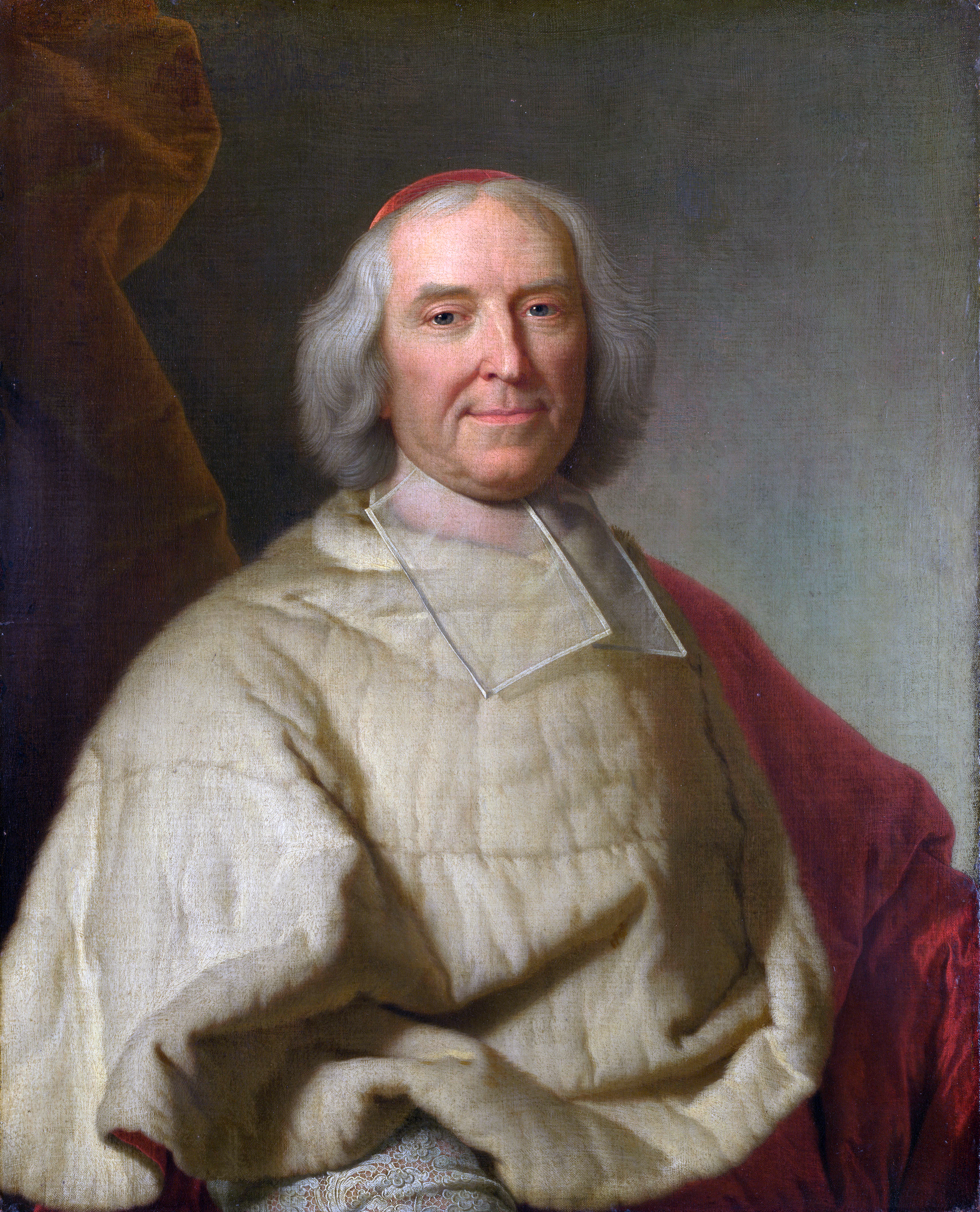
Кардинал Флёри

В то же время к концу 1730-х годов французские государственные деятели рассматривали расширение британской торговли после 1713 года как угрозу европейскому балансу сил, и Стюарты стали одним из ряда потенциальных вариантов её сокращения. Однако повстанческое движение на низком уровне было гораздо более рентабельным, чем дорогостоящая реставрация старой династии, тем более что они вряд ли были более профранцузскими, чем ганноверцы. Шотландское нагорье было идеальным местом из-за феодальной природы родового общества, их удалённости и местности; но, как признавали многие шотландцы, восстание также было бы разрушительным для местного населения.
Противодействие налогам, взимаемым правительством в Лондоне, привело к мятежу из-за налога на солод в 1725 году и беспорядкам Портьюса в 1737 году. В марте 1743 года набранный из горцев 42-й пехотный полк был отправлен во Фландрию, вопреки их пониманию, что их служба ограничена Шотландией, что привело к недолгому мятежу. Однако мятежи из-за заработной платы и условий не были чем-то необычным, и самые жестокие беспорядки в 1725 году произошли в Глазго, городе, который Чарльз отметил в 1746 году как город, «где у меня нет друзей и который не старается это скрывать».
Торговые споры между Испанией и Великобританией привели к войне за ухо Дженкинса 1739 года, за которой в 1740—1748 годах последовала война за австрийское наследство. Премьер-министр Великобритании Роберт Уолпол был вынужден уйти в отставку в феврале 1742 года из-за союза выступивших против него тори и патриотов-вигов, которые затем исключили своих партнеров из правительства. Разъярённые тори, такие как герцог Бофорт, попросили помощи у Франции в восстановлении Якова на британском престоле. В то время как война с Великобританией была явно только вопросом времени, первый министр Франции с 1723 года кардинал Флёри считал якобитов ненадежными фантазёрами, и это мнение разделяло большинство французских министров. Исключением был маркиз Рене д’Аржансон, которого Людовик XV назначил министром иностранных дел после смерти Флёри в январе 1743 года.

## Якобитство в Великобритании после 1715 года

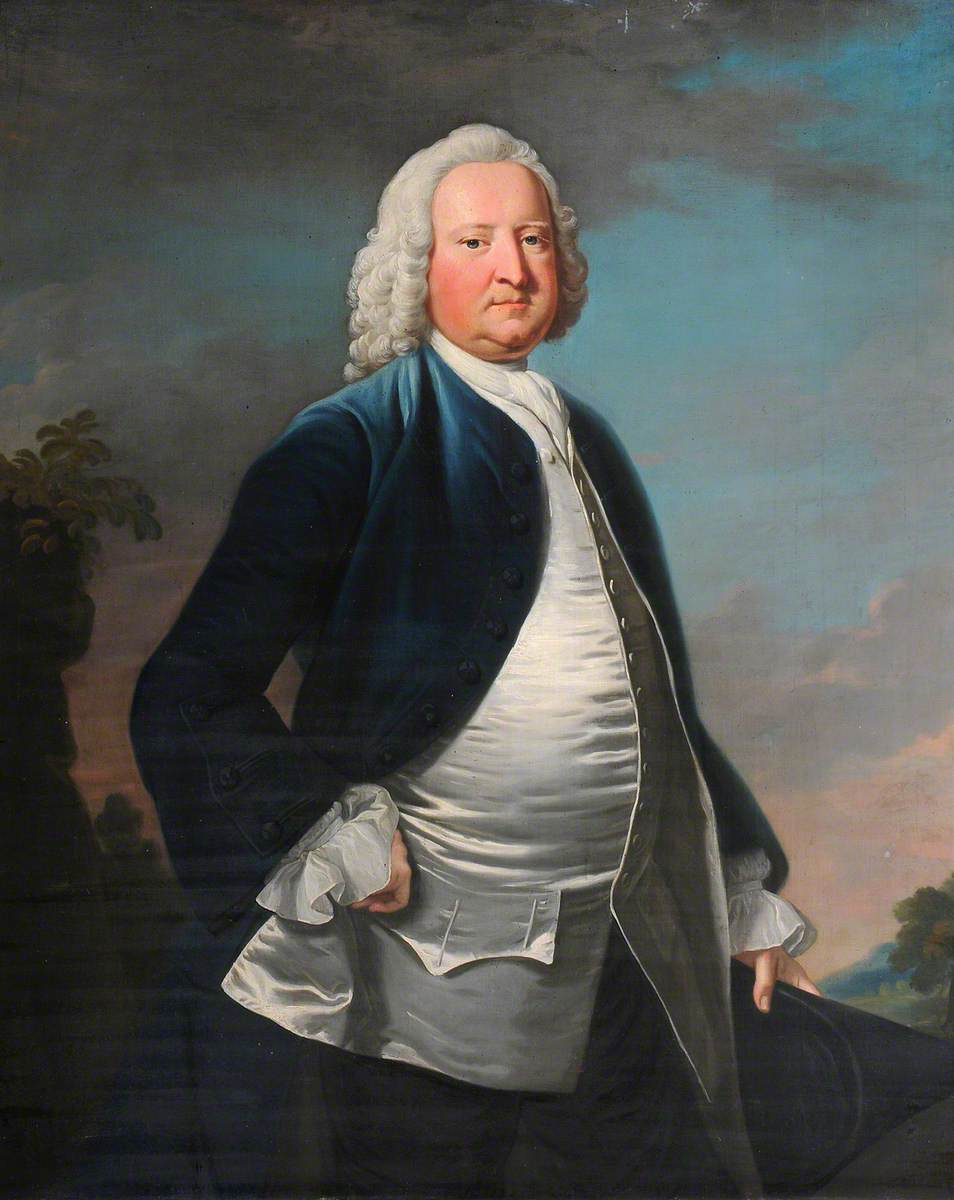
Уоткин Уильямс-Винн (1692—1749)

Хотя якобитство оставалось значительным политическим движением в 1745 году, его внутренние разногласия становились все более очевидными во время восстания; историк Фрэнк Маклинн выделяет семь основных движущих сил, из которых лояльность Стюарту является наименее важной. Оценки английской поддержки, в частности, перепутали безразличие к ганноверцам с энтузиазмом по отношению к Стюартам.
Среди старших советников Чарльза были ирландские изгнанники, такие как Джон О’Салливан, который хотел автономную, католическую Ирландию и возвращения конфискованных после войны Ирландской Конфедерации земель. Яков II пообещал эти уступки в обмен на поддержку Ирландии в Вильямитской войне 1689—1691 годов, и только присутствие Стюартов на троне Великобритании могло обеспечить их выполнение.
В Англии и Уэльсе те, кто симпатизировал якобитам, как правило, также были тори, которые предпочитали меркантилистскую стратегию, в которой упор делался на защиту британской торговли; земельные обязательства считались дорогостоящими и в первую очередь выгодными для Ганновера. Это было особенно сильно в лондонском Сити, хотя дипломаты отмечали, что противодействие иностранным связям было правдой «только до тех пор, пока не страдает английская торговля».
Восстание 1715 года в Англии и Уэльсе пострадало от того, что его рассматривали в основном как католическое восстание, поскольку большинство тори были ярыми антикатоликами. После 1720 года Роберт Уолпол отказался применять антикатолические уголовные законы, и многие стали сторонниками правительства, в том числе неофициальный глава английской католической общины герцог Норфолкский Эдуард Говард. Приговоренный к смертной казни после восстания 1715 года, он получил отсрочку и остался в Лондоне во время восстания 1745 года, навестив Георга II, чтобы подтвердить свою лояльность.
В 1745 году даже тори, сочувствовавшие делу Стюартов, были гораздо больше озабочены обеспечением главенства англиканской церкви. Это включало её защиту от Карла и его советников из католиков и шотландских пресвитериан, составлявших основную часть его армии, или от нонконформистов в целом; многие демонстрации «якобитов» в Уэльсе были вызваны враждебностью к возрождению валлийских методистов XVIII века. Изгнанники-якобиты не смогли оценить эти различия или степень поддержки тори, основанную на политических разногласиях с вигами, а не на лояльности Стюартам.

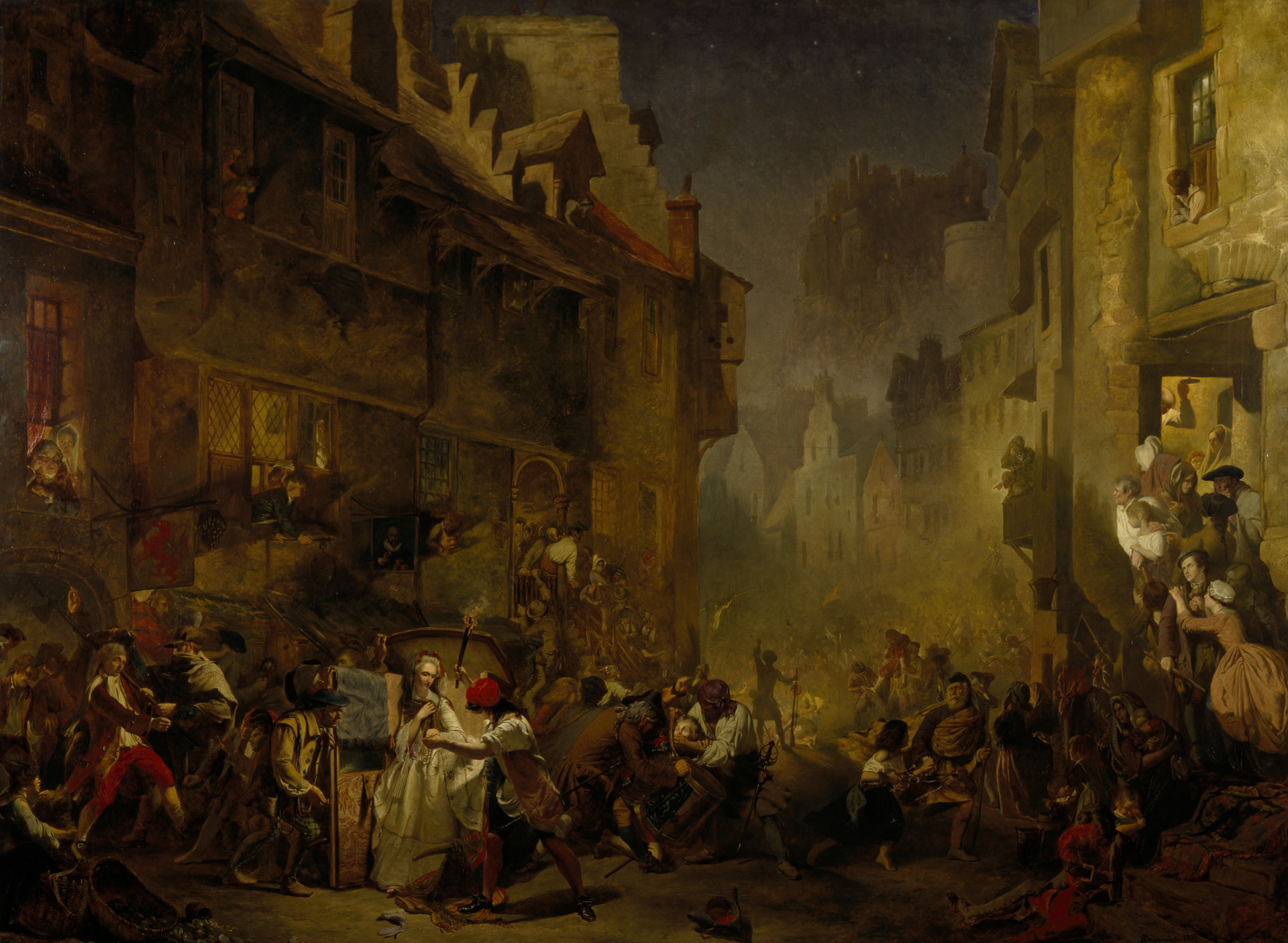
Беспорядки Портьюса 1737 года, вызванные утратой политической власти Шотландии после унии

Самым известным валлийским якобитом был землевладелец Денбишира, член парламента от тори и глава общества якобитов Белой розы сэр Уоткин Уильямс-Винн. Он несколько раз встречался с агентами Стюартов между 1740 и 1744 годами и обещал поддержку, «если принц приведет французскую армию»; в конце концов, он организовал восстание в Лондоне, в котором участвовали валлийские дворяне в лице юристов Дэвида Моргана и Уильяма Вогана.
После восстания 1719 г. новые законы налагали наказания на духовенство, отказавшееся присягнуть ганноверской династии. Для большинства английских неприсягнувших священников вопрос заключался в том, можно ли дважды присягать на верность, и поэтому проблема решилась в силу естественных причин, когда эти священники умерли. В Шотландии доктринальные разногласия с большинством Церкви Шотландии означали, что неприсягнувшие отстаивали свою независимость, которую сохранила до настоящего времени Шотландская епископальная церковь; многие из тех, кто участвовал в восстании, были выходцами из неприсягнувших епископальных общин. Однако самым мощным фактором поддержки Шотландии в 1745 году было противодействие акту об унии 1707 года, из-за которого потеря политической власти не сопровождалась предполагаемой экономической выгодой. Это было особенно заметно в бывшем месте расположения шотландского парламента Эдинбурге, и в Хайленде.
Таким образом, Чарльз хотел вернуть себе трон объединённой Великобритании и править на принципах божественного права королей и абсолютизма, идей, отвергнутых Славной революцией 1688 года, но поддерживаемых его доверенными советниками, большинство из которых были долгосрочными английскими или ирландскими католическими изгнанниками. Они резко отличались от шотландских протестантских националистов, составлявших основную часть поддержки якобитов в 1745 году, которые выступали против унии, католицизма и «произвольного» правления.

## Чарльз в Шотландии

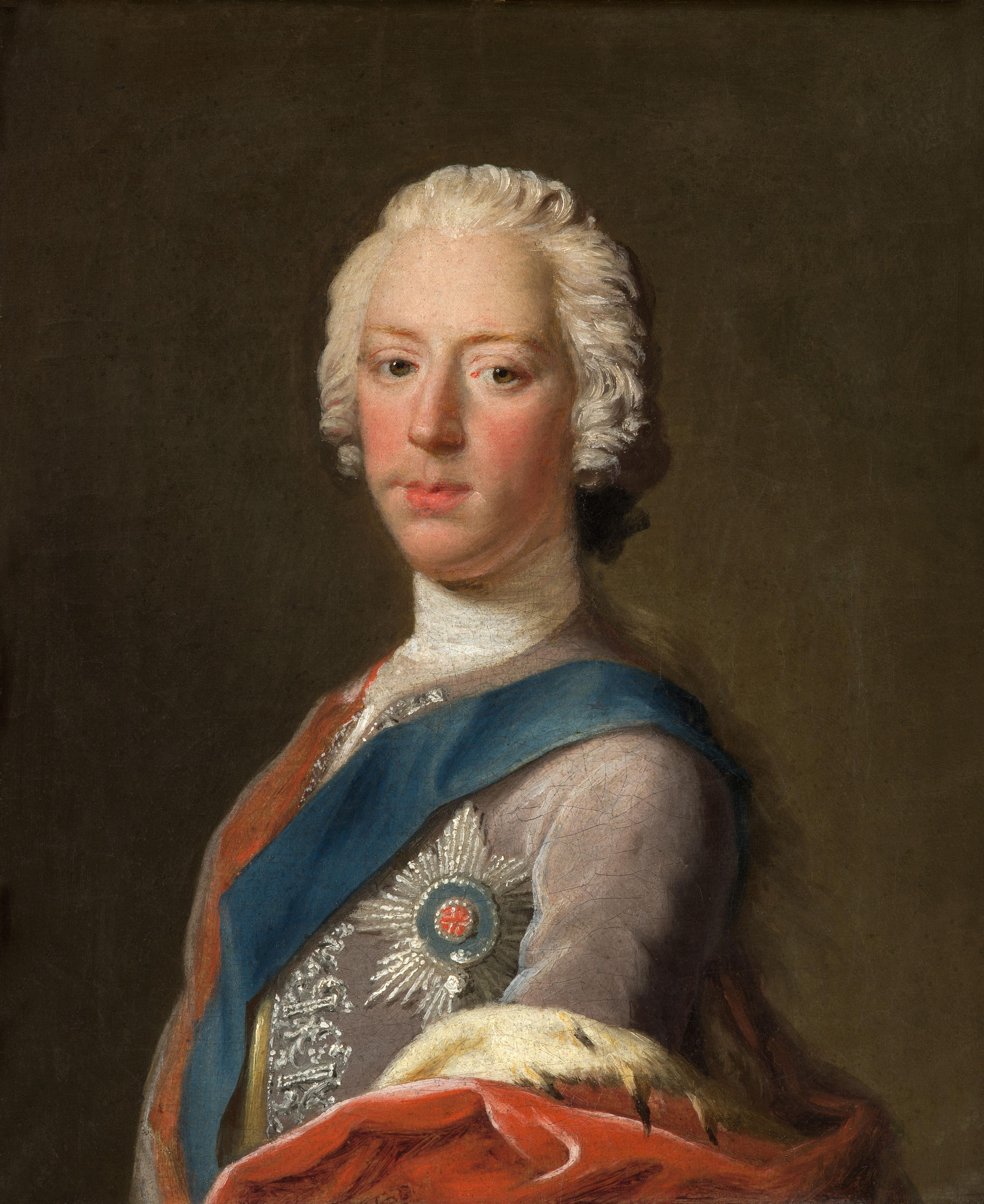
Молодой Претендент Чарльз Эдуард Стюарт. Портрет конца 1745 года

В соответствии с договором Фонтенбло 1743 года Людовик XV и его дядя Филипп V Испанский согласились сотрудничать в принятии ряда мер против Великобритании, включая попытку восстановления Стюартов. В ноябре 1743 года Людовик сообщил Якову, что вторжение запланировано на февраль 1744 года, и начал собирать 12 тысяч солдат и корабли в Дюнкерке, оттуда можно было добраться до Темзы за один день прилива. Поскольку королевский флот был хорошо осведомлен об этом, французская эскадра в Бресте демонстративно готовилась к выходу в море в надежде переманить свои патрули.
Джеймс остался в Риме, в то время как Карл тайно пробрался, чтобы присоединиться к силам вторжения, но когда 26 января 1744 года эскадра французского адмирала Рокфея покинула Брест, королевский флот отказался следовать за ним. Военно-морские операции против Британии часто проводились зимой, когда ветер и приливы мешали британцам обеспечивать блокаду из-за повышенного риска зимних штормов. Как и в 1719 году, погода оказалась лучшей защитой британского правительства; штормы потопили несколько французских кораблей и серьёзно повредили многие другие, среди жертв был и сам Рокфёй. В марте Людовик отменил вторжение и объявил войну Великобритании.
В августе Чарльз отправился в Париж, чтобы обсудить альтернативную высадку в Шотландии: Джон Гордон из Гленбакета предложил аналогичный план в 1738 году, когда он был отвергнут как французами, так и самим Яковым. Чарльз встретился с сэром Джоном Мюрреем из Бротона, связующим звеном между Стюартами и их шотландскими сторонниками, который утверждал, что советовал против этого, но Чарльз «был полон решимости приехать […] хотя и с одним лакеем». Когда Мюррей вернулся с этой новостью, шотландцы вновь заявили о своем неприятии восстания без существенной поддержки со стороны Франции, но Чарльз сделал ставку, и французы должны были его поддержать.

Доминик Серре. «Бой между HMS Lion с „Дю Тейе“ и Элизабет» (1780 год)

Первые месяцы 1745 года он потратил на покупку оружия, а победа при Фонтенуа в апреле побудила французские власти предоставить ему в качестве транспортных кораблей 16-пушечный капер «Дю Тейе» и захваченный у британцев в 1704 году 64-пушечный военный корабль «Элизабет», который перевозил вооружение и 100 добровольцев из ирландской бригады французской армии. В начале июля Чарльз сел на «Дю Тейе» в Сен-Назере в сопровождении «семи человек из Мойдарта», наиболее известным из которых был исполнявший обязанности начальника штаба ирландский эмигрант и бывший французский офицер Джон О’Салливан. Два корабля отправились к Внешним Гебридским островам 15 июля, но через четыре дня были перехвачены HMS Lion, вступившим в бой с «Элизабет». После четырёхчасового боя оба корабля были вынуждены вернуться в порт; потеря «Элизабет» с добровольцами и оружием была серьёзной неудачей, но 23 июля Дю Тейле высадил Чарльза в Эрискее.
Многие из тех, с кем связались, посоветовали ему вернуться во Францию, в том числе клан Макдональда из Слита и Норман Маклауд. Зная о возможных последствиях поражения, они считали, что, прибыв без французской военной поддержки, Чарльз не выполнил свои обязательства, а его личные качества не воодушевили их. Также предполагалось, что Слит и Маклауд были особенно уязвимы для правительственных санкций из-за их причастности к незаконной продаже бедняков-арендаторов в рабство по контракту. Тем не менее, они приняли сторону претендента, хотя решение не было простым; Дональд Камерон из Лохила взял на себя обязательство только после того, как Чарльз дал «гарантию полной стоимостью своего имущества, если восстание окажется неудачным», что некоторое время и произошло, когда Маклауд и Слит помогли ему сбежать после Каллодена.
19 августа восстание началось с поднятия королевского штандарта в Гленфиннане, свидетелями которого стали силы горцев О’Салливана, численность которых оценивается примерно в 700 человек. Якобиты двинулись на Эдинбург, достигнув 4 сентября Перта, где к ним присоединились другие сочувствующие, включая лорда Джорджа Мюррея. Ранее помилованный за участие в восстаниях 1715 и 1719 годов, Мюррей сменил О’Салливана благодаря лучшему пониманию военных обычаев Хайленда, и якобиты провели следующую неделю, реорганизуя свои силы.

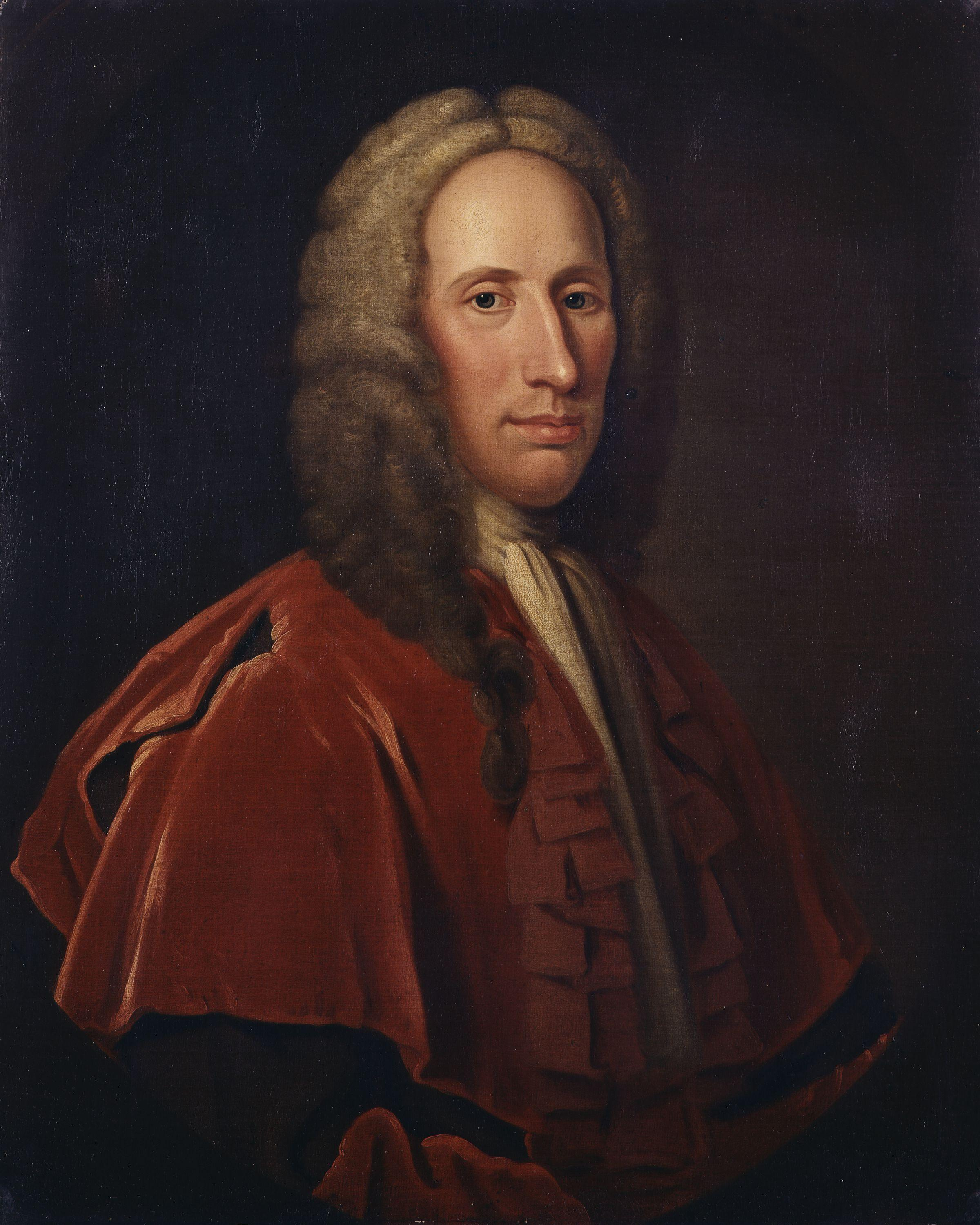
Дункан Форбс из Каллодена

9 августа старший правительственный юрисконсульт в Шотландии лорд-президент Дункан Форбс направил сообщение о подтверждении высадки в Лондон. Многие из 3 тыс. солдат, которыми располагал командующий правительством в Шотландии сэр Джон Коуп были необученными новобранцами, и, хотя ему не хватало информации о намерениях якобитов, они были хорошо осведомлены о его намерениях, поскольку Мюррей был одним из его советников. Вместо этого Форбс полагался на его отношения, чтобы сохранить лояльность людей; он потерпел неудачу с Лохиэлем и лордом Ловатом, но преуспел со многими другими, включая графа Сазерленда, клана Манро и лорда Фортроуза.
17 сентября Чарльз без сопротивления вошел в Эдинбург, хотя сам Эдинбургский замок оставался в руках правительства; На следующий день Джеймс был провозглашен королем Шотландии, а Чарльз — его регентом. 21 сентября якобиты недалеко от Эдинбурга перехватили и рассеяли армию Коупа менее чем за 20 минут в битве при Престонпансе. Командующий британской армией во Фландрии Герцог Камберленд был отозван в Лондон вместе с 12 тыс. солдат. Чтобы закрепить свою поддержку в Шотландии, Чарльз опубликовал две «декларации» 9 и 10 октября: первая распустила «мнимый Союз», вторая отклонила Акт об урегулировании. Он также поручил «Каледонскому Меркурию» опубликовать протокол парламентского расследования резни в Гленко 1695 года, которое часто используется как пример репрессий после 1688 года.

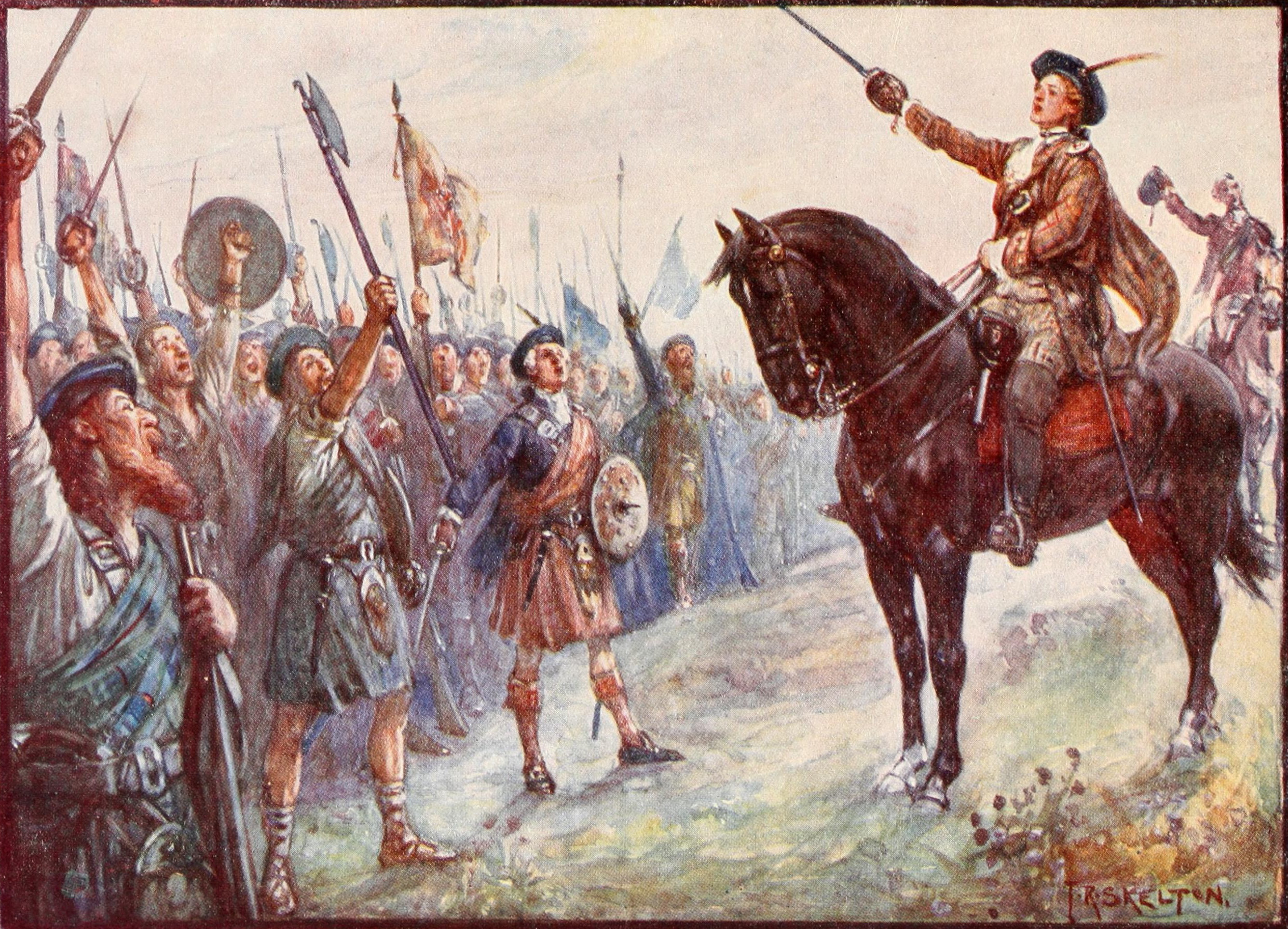
Карл Стюарт в сражении. Иллюстрация из книги «Scotland’s story : a history of Scotland for boys and girls» (1876 год)

Боевой дух якобитов ещё больше поднялся в середине октября, когда от французов поступили запасы денег и оружия вместе с посланником — маркизом д’Эгуеллем, что, казалось, подтверждало заявления о поддержке Франции. Однако позже лорд Элхо утверждал, что его товарищи-шотландцы уже были обеспокоены автократическим стилем Чарльза и опасались, что на него чрезмерно повлияли его ирландские советники. Был создан «Совет принца» из 15-20 высших руководителей; Чарльз возмущался тем, что шотландцы навязывали их назначенному Богом монарху, в то время как ежедневные встречи усугубляли разногласия между фракциями.
Эта внутренняя напряженность была выявлена на встречах, состоявшихся 30 и 31 октября для обсуждения стратегии. Большинство шотландцев хотели объединиться, предлагая Карлу призвать поместья королевства, чтобы защитить его от «английских армий», которые, как они ожидали, будут посланы против них. Чарльз утверждал, что вторжение в Англию имело решающее значение для привлечения поддержки Франции и обеспечения независимости Шотландии за счет изгнания ганноверской династии. Его поддержали ирландские изгнанники, для которых Стюарт на британском престоле был единственным способом добиться автономной католической Ирландии. Шарль также утверждал, что он был в контакте с английскими сторонниками, которые просто ждали их прибытия, в то время как д’Эгий заверил совет, что французская высадка в Англии неизбежна.
Несмотря на их сомнения, Совет согласился на вторжение при условии, что будет обещана поддержка англичан и французов. Предыдущие шотландские вторжения в Англию пересекали границу в Берик-апон-Туид, но Мюррей выбрал маршрут через Карлайл и северо-запад Англии — районы, где в 1715 году было сильное якобитство. Последние части армии якобитов покинули Эдинбург 4 ноября, а 14 ноября правительственные войска под командованием генерала Роджера Хэндэсида отбили город.

## Вторжение в Англию

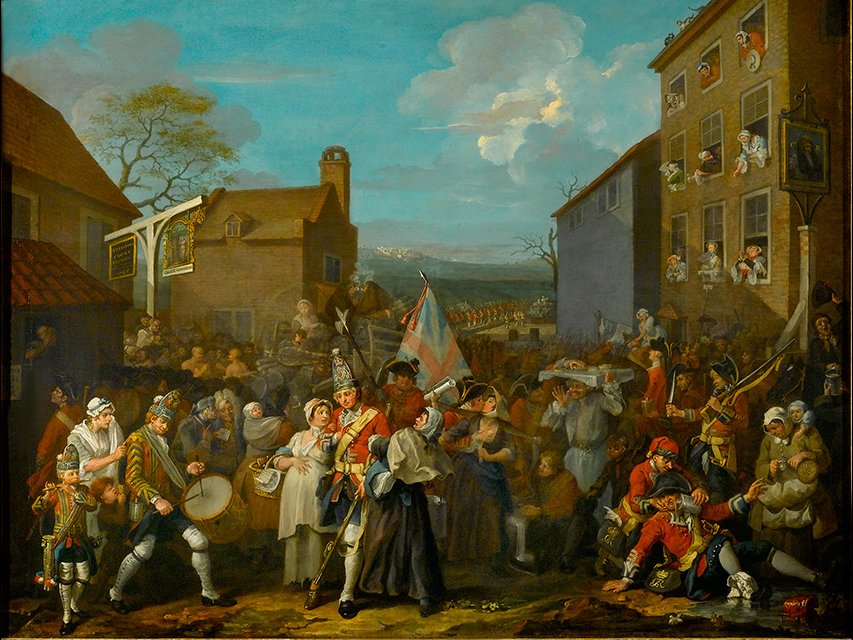
«Марш гвардейцев на Финчли» Уильяма Хогарта. На картине изображены собранные для защиты Лондона солдаты

Мюррей разделил армию на две колонны, чтобы скрыть их назначение от командующего правительственными войсками в Ньюкасле генерала Джорджа Уэйда, и 8 ноября без сопротивления вошел в Англию. 10-го числа они достигли крепости Карлайл, бывшей важной пограничной опорой до унии 1707 года, но с тех времён её оборона пребывала в плохом состоянии и удерживалась гарнизоном из 80 пожилых ветеранов. Однако без осадной артиллерии якобитам всё равно пришлось бы морить их голодом, а для этого у них не было ни оборудования, ни времени. Несмотря на это, замок капитулировал 15 ноября, когда гарнизон узнал, что спасательные силы Уэйда задерживаются из-за снегопада. Этот успех оживил дело якобитов, и когда они отвоевали город в декабре, Камберленд хотел казнить виновных.
Оставив небольшой гарнизон, якобиты 26 ноября продолжили свой путь на юг, в Престон, а затем 28 ноября в Манчестер. Здесь они получили первый заметный набор английских новобранцев, которые были сформированы в Манчестерский полк. Их командиром был ранее служивший офицером во французской армии католик из Ланкашира Фрэнсис Таунли, его старший брат Ричард едва избежал казни за участие в восстании 1715 года. На предыдущих заседаниях совета в Престоне и Манчестере многие шотландцы считали, что они уже зашли достаточно далеко, но согласились продолжить, когда Чарльз заверил их, что сэр Уоткин Уильямс Винн встретит их в Дерби, в то время как герцог Бофорт готовился захватить стратегический порт Бристоль.

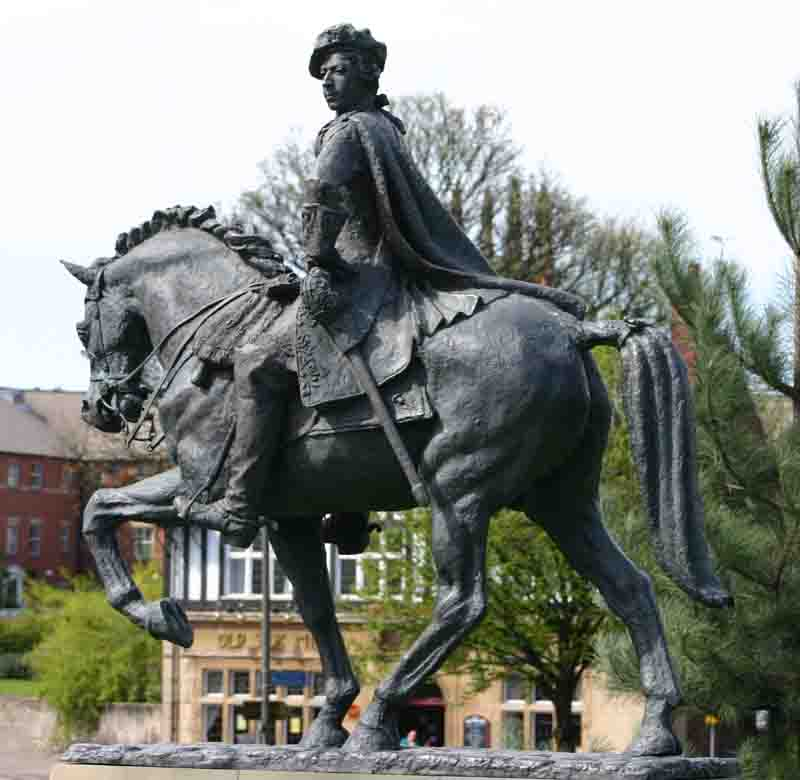
Статуя Чарльза Стюарта в Дерби

Когда они достигли Дерби 4 декабря, не было никаких признаков подкрепления или какой-либо другой французской высадки в Англии, и Совет собрался 5 декабря обсудить следующие шаги. Несмотря на большие толпы, которые пришли увидеть якобитов на марше, только Манчестер предоставил значительное количество новобранцев; оплот якобитов в 1715 году — Престон дал трёх человек. Мюррей утверждал, что они зашли так далеко, как только могли, и теперь рискуют быть отрезанными превосходящими силами: Камберленд продвигается на север от Лондона, а Уэйд движется на юг от Ньюкасла. Чарльз признал, что ничего не слышал от английских якобитов с тех пор, как покинул Францию; это означало, что он солгал, утверждая обратное, и его отношения с шотландцами были безвозвратно испорчены.
Совет подавляющим большинством голосов проголосовал за отступление, и это решение было подкреплено сообщением от лорда Джона Драммонда, о том, что французские корабли выгрузили припасы и деньги в порту Монтроуз в Ангусе. Среди них были «добровольцы» из частей регулярной французской королевской армии — «Royal Écossais» и Ирландской бригады. Хотя в общей сложности эти войска насчитывали менее 200 человек, Драммонд якобы предположил, что ещё 10 тыс. человек готовятся последовать за ними, что «сильно повлияло» на решение.
Хотя с тех пор эта тема не раз обсуждалась, современники не верили, что ганноверский режим рухнет, даже если бы якобиты достигли Лондона. Решение отступить было вызвано отсутствием поддержки англичан или высадки французов в Англии, а не близостью к столице, и мудростью представителя ганноверской династии. Это мнение поддерживают многие современные историки. Отсутствие тяжелого оружия позволяло якобитам быстро двигаться и опережать своих противников, но стало бы недостатком в битве с установленными позициями. В письме от 30 ноября бывший с армией Камберленда герцог Ричмонд перечислил пять возможных вариантов для якобитов, из которых отступление в Шотландию было лучшим для них и худшим для правительства.

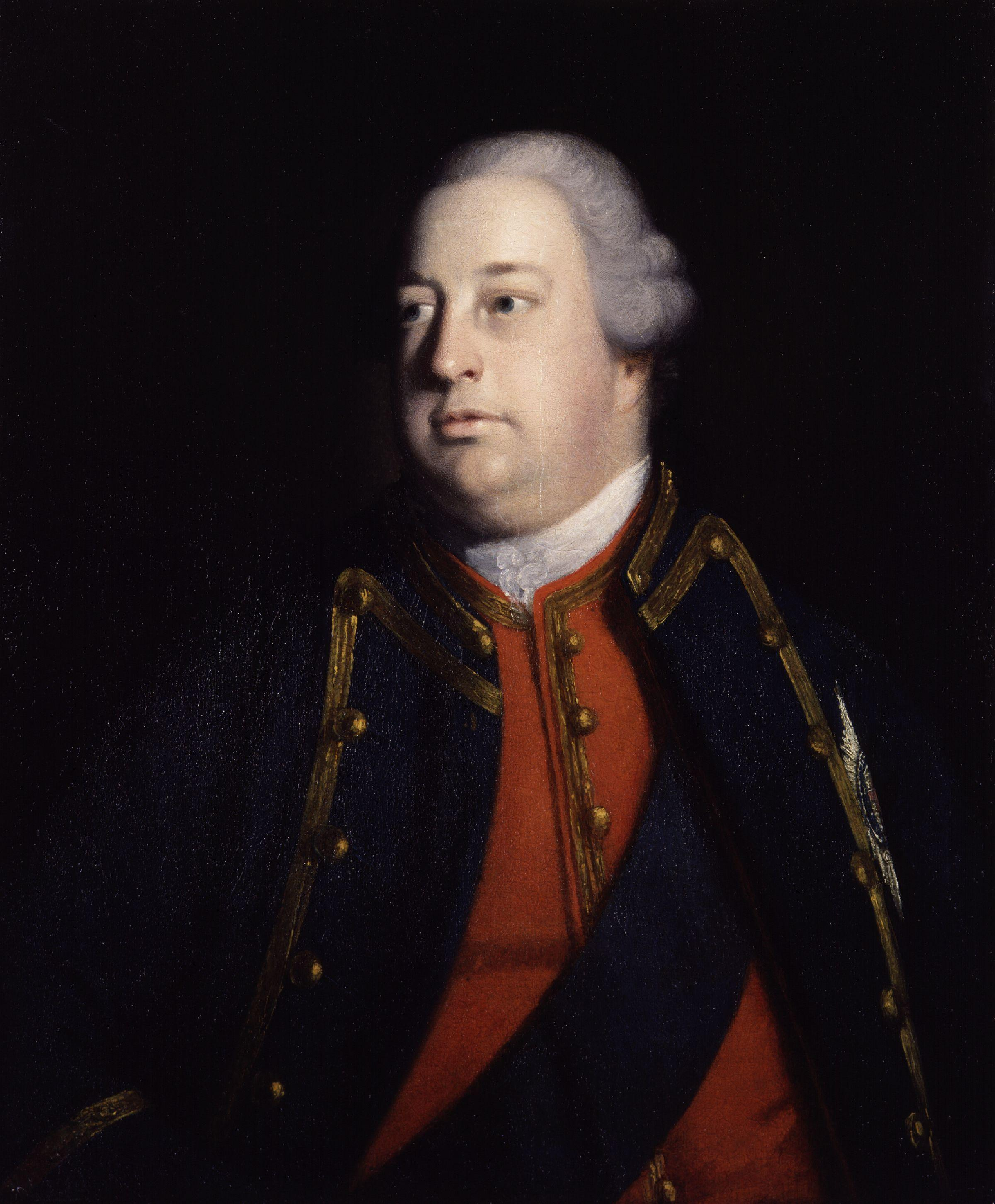
Герцог Камберленд

Британское правительство было обеспокоено сообщениями о подготовке флота для вторжения в Дюнкерке, но ему было неясно, насколько серьёзными являлись эти планы. Зимой с 1745 по 1746 год маршал Мориц Саксонский собирал войска в Северной Франции для подготовки к наступлению во Фландрию, в то время как Дюнкерк был крупной каперской базой и всегда был занят. Угроза вторжения была гораздо более эффективной с точки зрения затрат британских ресурсов, чем на самом деле, и эти планы были официально отменены в январе 1746 года.
Отступление сильно повредило отношениям между Чарльзом и шотландцами: обе стороны относились друг к другу с подозрением и враждебностью. Позже Элхо писал, что Мюррей считал, что они могли продолжать войну в Шотландии «в течение нескольких лет», вынуждая корону согласиться на их условия, поскольку её войска были отчаянно необходимы для войны на континенте. Это кажется маловероятным, поскольку, несмотря на французские победы во Фландрии, в начале 1746 года генеральный контролёр финансов Жан-Батист де Машо предупредил Людовика, что британская военно-морская блокада довела французскую экономику до «катастрофического состояния».
Быстро движущаяся армия якобитов уклонилась от преследования, проведя лишь небольшую стычку у Клифтон-Мур, и 20 декабря вернулась в Шотландию. Армия Камберленда прибыла к Карлайлу 22 декабря, а семь дней спустя гарнизон был вынужден сдаться, положив конец военному присутствию якобитов в Англии. Большая часть гарнизона прибыла из Манчестерского полка, а несколько офицеров позже были казнены, в том числе Фрэнсис Таунли.

## Сражение при Каллодене

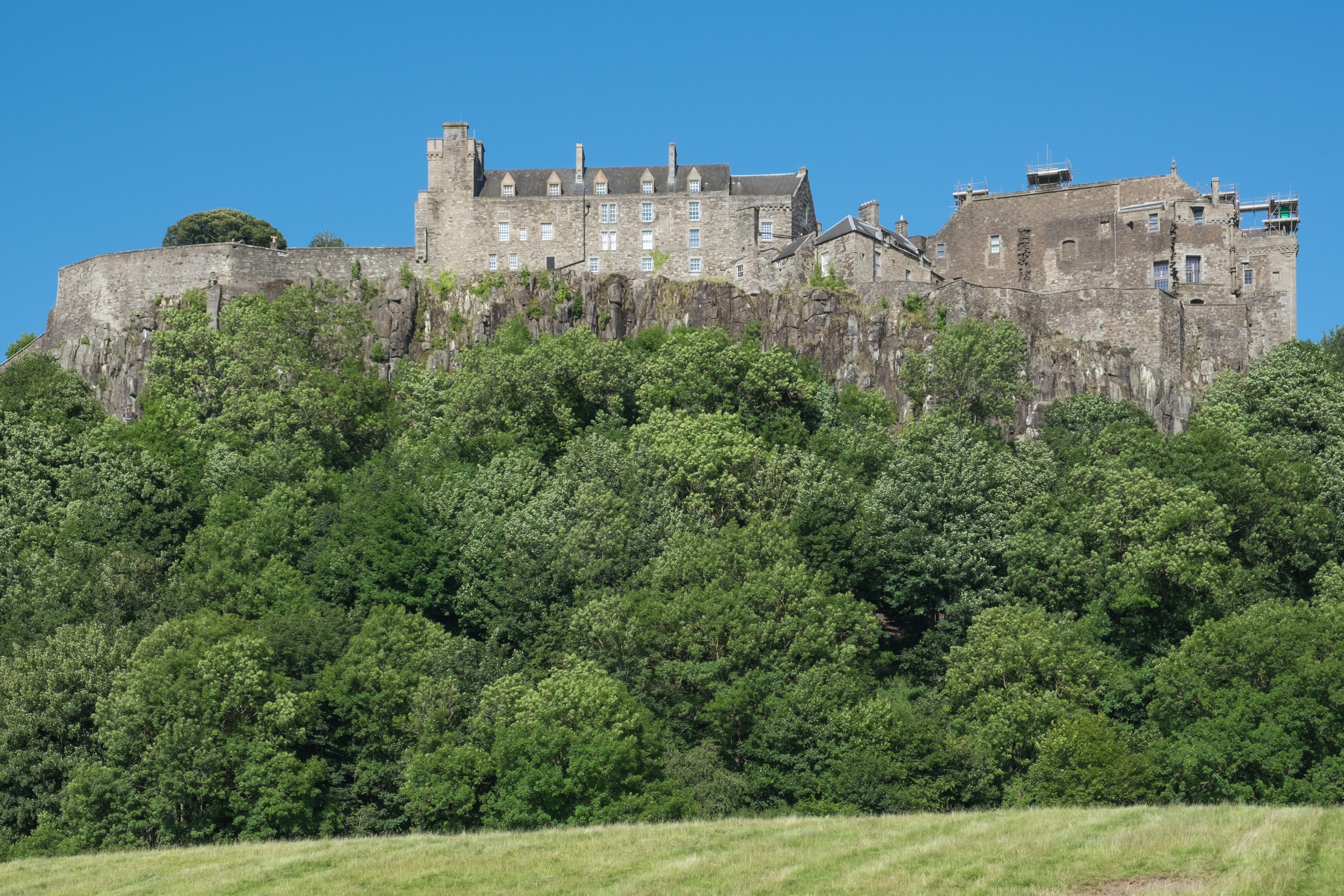
Замок Стерлинг

Само вторжение мало что дало, но достижение Дерби и возвращение было значительным военным достижением. Моральный дух был высоким, в то время как подкрепление из Абердиншира и Банфшира под командованием Льюиса Гордона вместе с шотландскими и ирландскими регулярными войсками на французской службе увеличило численность якобитов до более чем 8 тысяч. Поставленная французами артиллерия использовалась для осады замка Стерлинг, бывшего стратегическим ключом к Хайленду. 17 января якобиты рассредоточили силы помощи под командованием Генри Хоули в битве при Фолкерк-Мьюире, но сама осада не продвинулась.
Войска Хоули были в основном целы и снова двинулись на Стерлинг, как только Камберленд прибыл в Эдинбург 30 января, в то время как многие горцы ушли домой после Фолкерка; 1 февраля осада была прекращена, и основные силы якобитов отступили в Инвернесс. Армия Камберленда продвинулась вдоль побережья, что позволило пополнить запасы с моря, и 27 февраля вошла в Абердин; обе стороны приостановили операции до улучшения погоды.

Расстановка войск перед началом битвы при Каллодене

Несколько французских кораблей снабжения избежали блокады королевского флота, но того, что они доставили было недостаточно, и к весне у якобитов стала ощущаться нехватка еды и денег для платы сторонникам. Когда Камберленд покинул Абердин 8 апреля, руководство мятежников согласилось, что сражение будет их лучшим вариантом. Споры по поводу места поля битвы возникают из-за послевоенных споров между сторонниками Мюррея и О’Салливана, которые в значительной степени ответственны за его выбор, но поражение было сочетанием факторов. В дополнение к превосходству в численности и вооружении, войска Камберленда были обучены отражению атаки полагавшихся на скорость и свирепость для прорыва линии врага горцев высокогорья. В случае успеха это приводило к быстрым победам, таким как Престонпанс и Фолкерк, но в случае неудачи они не могли удержать свои позиции.
Состоявшаяся 16 апреля битва при Каллодене, которую часто называют последней крупной битвой на британской земле, длилась менее часа и закончилась решающей победой правительственных войск. Измученные ночным маршем, предпринятым в неудачной попытке застать войска Камберленда врасплох, многие якобиты пропустили битву, оставив на поле боя менее 5 тыс. человек для противостояния хорошо отдохнувшим и экипированным силам численностью от 7 до 9 тысяч человек.
Бои начались с артиллерийской перестрелки: правительственные войска значительно превосходили противника в обучении и координации, особенно потому, что Джеймс Грант, офицер ирландской бригады, служивший полковником артиллерии якобитской армии, отсутствовал из-за ранения при осаде Форт-Уильяма. Чарльз удерживал свою позицию, ожидая атаки Камберленда, но тот не пошёл на неё, и, не в силах ответить на огонь, Чарльз приказал своей линии фронта атаковать. При этом заболоченная местность перед центром якобитов оттеснила их вправо, где они запутались с правыми полками и где движение было ограничено ограждающей стеной.

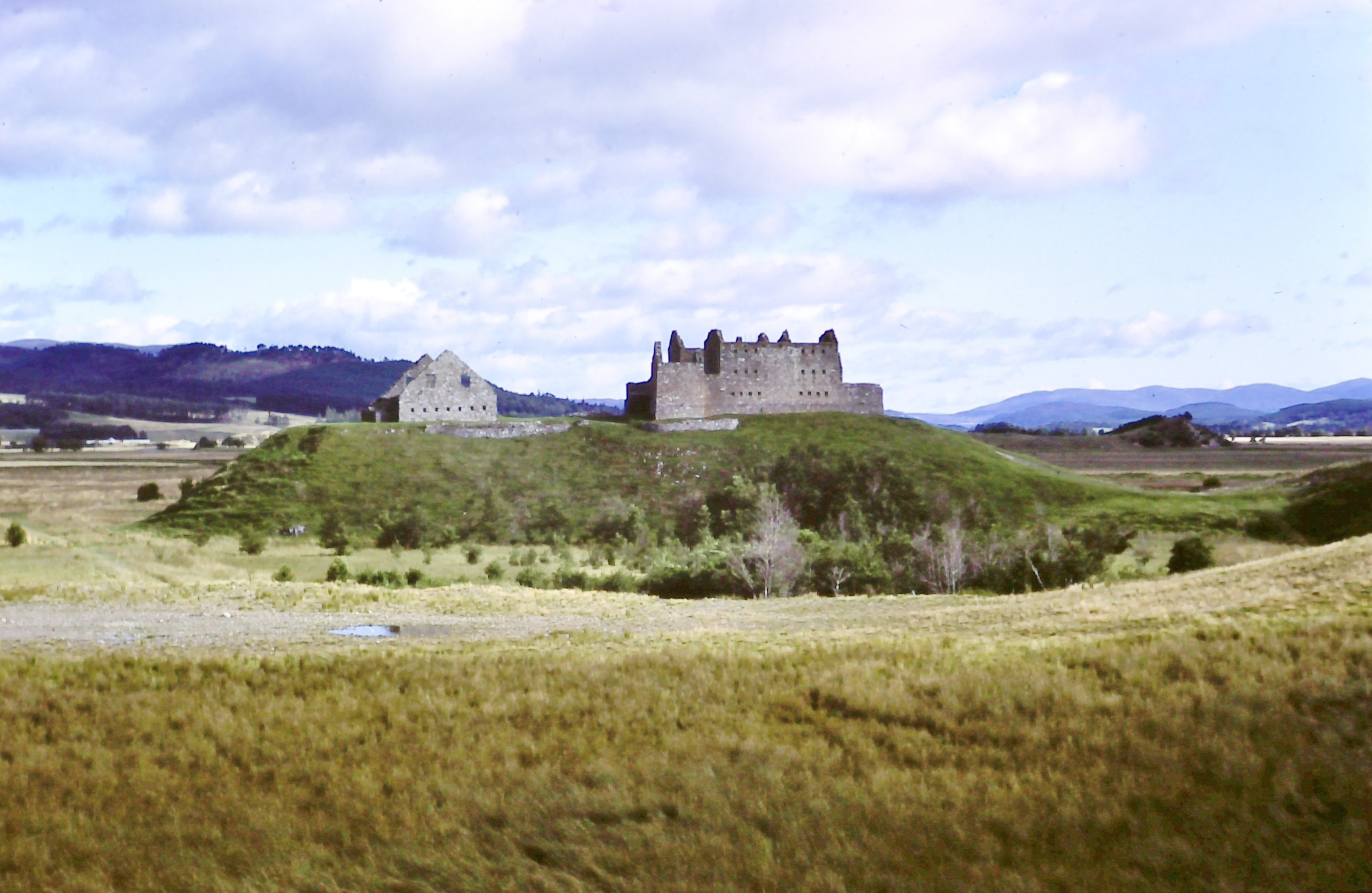
Казармы Рутвена

Это увеличило расстояние до правительственных позиций и замедлило скорость атаки, удлинив их воздействие на правительственную артиллерию, которая теперь перешла на дрейфгагель. Несмотря на это, горцы врезались в левый фланг Камберленда, который отступил, но не сломался, в то время как полк Лаудона обстрелял их фланг из-за стены. Не имея возможности открыть ответный огонь, горцы сломали строй и в замешательстве отступили; северо-восточные полки, а также ирландские и шотландские регулярные войска во второй линии отступили в полном порядке, что позволило Чарльзу и его личной свите бежать на север.
Войска, которые держались вместе, такие как французские регулярные войска, были гораздо менее уязвимы при отступлении, и многие горцы были убиты правительственными драгунами во время преследования. Потери правительства оцениваются в 50 убитых и 259 раненых. Сообщается, что многие раненые якобиты, оставшиеся на поле боя, впоследствии были убиты, их потери составили от 1,2 до 1,5 тыс. убитых и 500 пленных. Потенциально от 5 до 6 тыс. якобитов оставались с оружием, и в течение следующих двух дней около 1,5 тыс. выживших собрались в казармах Рутвена; однако 20 апреля Чарльз приказал им разойтись, утверждая, что для продолжения борьбы требуется французская помощь, и они должны вернуться домой, пока он не вернется с дополнительной поддержкой.
Лорд Элхо позже утверждал, что сказал Чарльзу, что он должен «встать во главе […] людей, которые остались с ним, и жить и умереть с ними», но тот был полон решимости уехать во Францию. После того как он избежал захвата в Западном нагорье, 20 сентября Чарльза подобрал французский корабль; он так и не вернулся в Шотландию, но крах его отношений с шотландцами в любом случае делал это маловероятным. Ещё до Дерби он обвинил Мюррея и других в предательстве; эти вспышки участились из-за разочарования и пьянства, а шотландцы больше не доверяли его обещаниям поддержки.

## Последствия

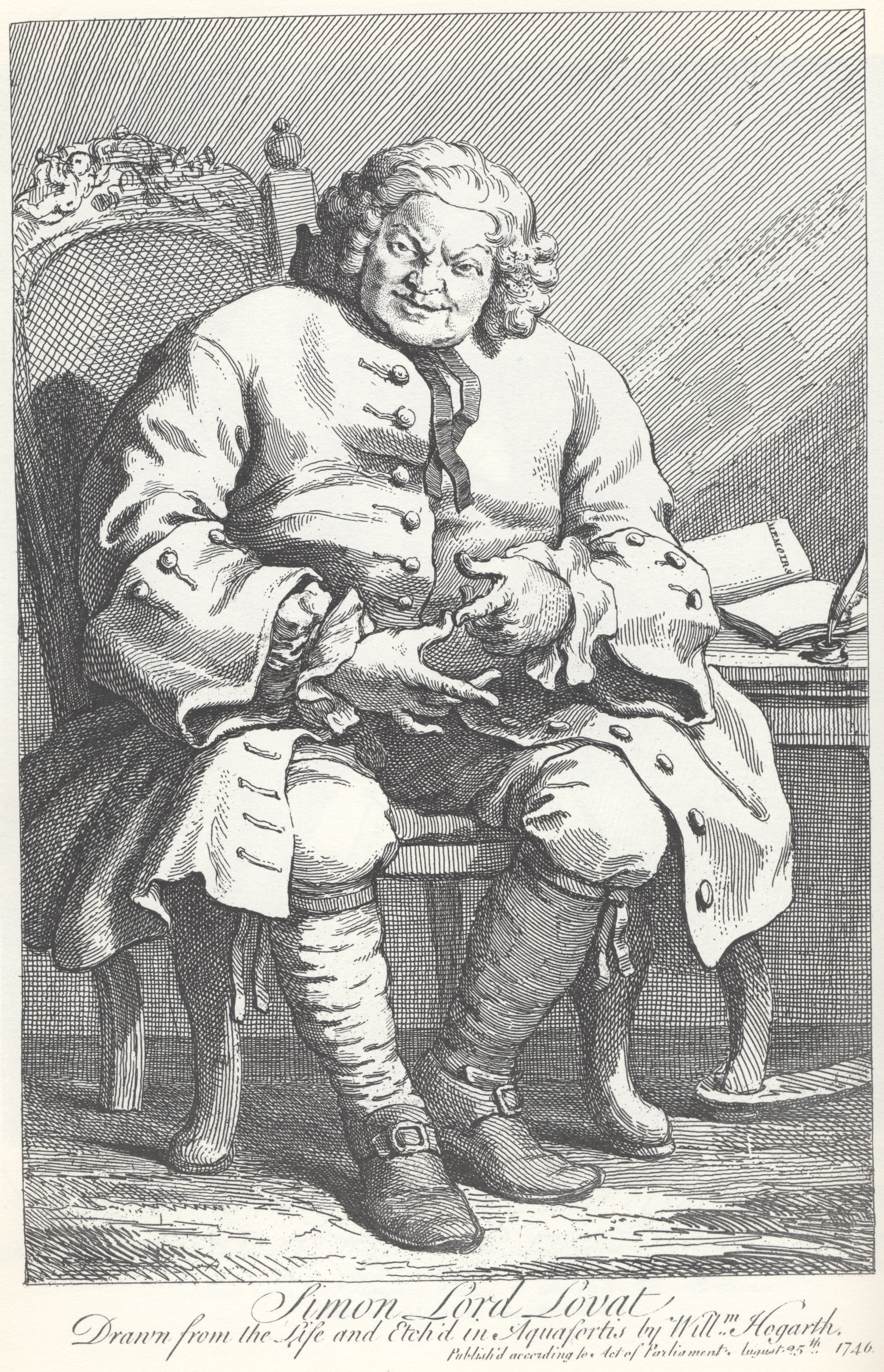
Лорд Ловат. Скетч Уильяма Хогарта, сделанный в Сент-Олбансе, где аристократ был на пути в Лондон для участия в суде и казни.

После Каллодена правительственные силы провели несколько недель в поисках повстанцев, конфисковали скот и сожгли дома собраний епископальной и католической церкви, не присягнувшие ганноверской династии. Жестокость этих мер отчасти объяснялась широко распространенным мнением обеих сторон о неизбежности новой высадки. С регулярными солдатами на французской службе обращались как с военнопленными и обменивали независимо от национальности, но 3500 пленных якобитов были обвинены в государственной измене. Из них 120 человек были казнены, в основном это были дезертиры из правительственных войск и члены Манчестерского полка. Около 650 умерли в ожидании суда, 900 были помилованы, остальные отправлены в колонии.

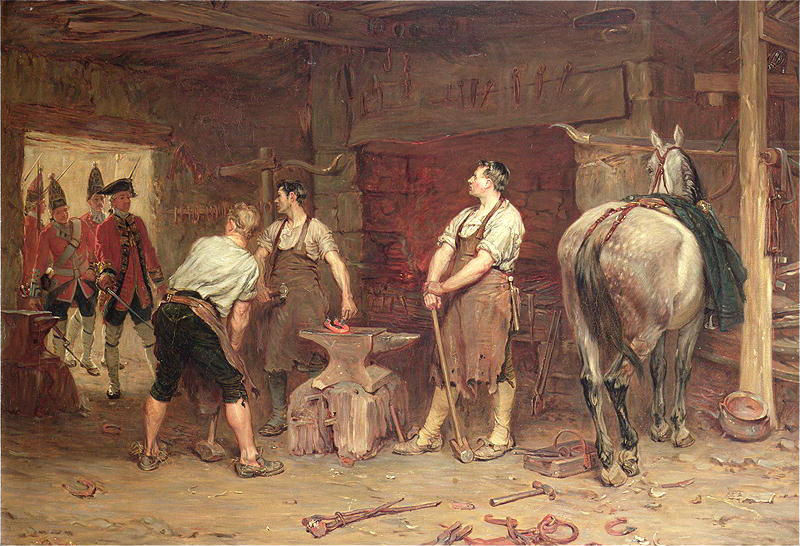
Джон Сеймур Лукас, «После Каллодена: охота на мятежников»

Лорды-якобиты Килмарнок, Балмерино и Ловат были обезглавлены в апреле 1747 года, но общественное мнение было против дальнейших судебных процессов, и оставшиеся заключённые были помилованы в соответствии с Актом о возмещении ущерба 1747 года. Среди них была Флора Макдональд, чьи аристократические поклонники собрали для неё более 1500 ф. с.. Лорд Элхо, лорд Мюррей и Лохиэль были исключены из этого списка и умерли в изгнании; ответственный за вербовку полка Кэмерона в 1745 году Арчибальд Кэмерон предположительно был предан членами своего клана по возвращении в Шотландию и казнён 7 июня 1753 года.
Правительство ограничило конфискацию имущества якобитов, поскольку предыдущий опыт такой меры, после 1715 и 1719 годов, показал, что траты на выявление и изъятие имущества якобитов часто превышали продажную цену. В соответствии с Законом о наделении правами 1747 года поместья 51 человека, полученные за свою роль в 1745 году, были обследованы Казначейским судом, и 41 поместье было конфисковано. Большинство из них были либо куплены, либо востребованы кредиторами, при этом 13 из них были переданы короне в 1755 году. В соответствии с Законом о выходе из аннексии 1784 года их наследникам было разрешено выкупить их обратно в обмен на общую выплату в размере 65 тыс. ф. с...
Оказавшись к северу от Эдинбурга или вглубь страны от таких портов, как Абердин, движение правительственных войск было затруднено из-за отсутствия дорог или точных карт Хайленд. Чтобы исправить это, были построены новые форты, наконец завершена сеть военных дорог, начатая Уэйдом, и Уильям Рой провел первое всестороннее исследование Хайленда. Были предприняты дополнительные меры по ослаблению традиционного родового строя, который ещё до 1745 г. находился в тяжелом напряжении из-за изменившихся экономических условий. Наиболее значительным был Закон о наследственных юрисдикциях, который положил конец феодальной власти вождей над членами их кланов. Закон о запрете объявил одежду горцев вне закона, если только её не носят на военной службе, закон был отменен в 1782 году.
Дело якобитов не исчезло полностью после 1746 года, но противоречивые цели его участников положили конец движению как серьёзной политической угрозе. Многие шотландцы были разочарованы руководством Чарльза, в то время как упадок английского якобитства был продемонстрирован отсутствием поддержки со стороны сильно якобитских районов в 1715 году, таких как Нортумберленд и графство Дарем. Ирландские якобитские общества все больше отражали оппозицию существующему порядку, а не привязанность к Стюартам, и в конечном итоге были поглощены Обществом объединённых ирландцев.

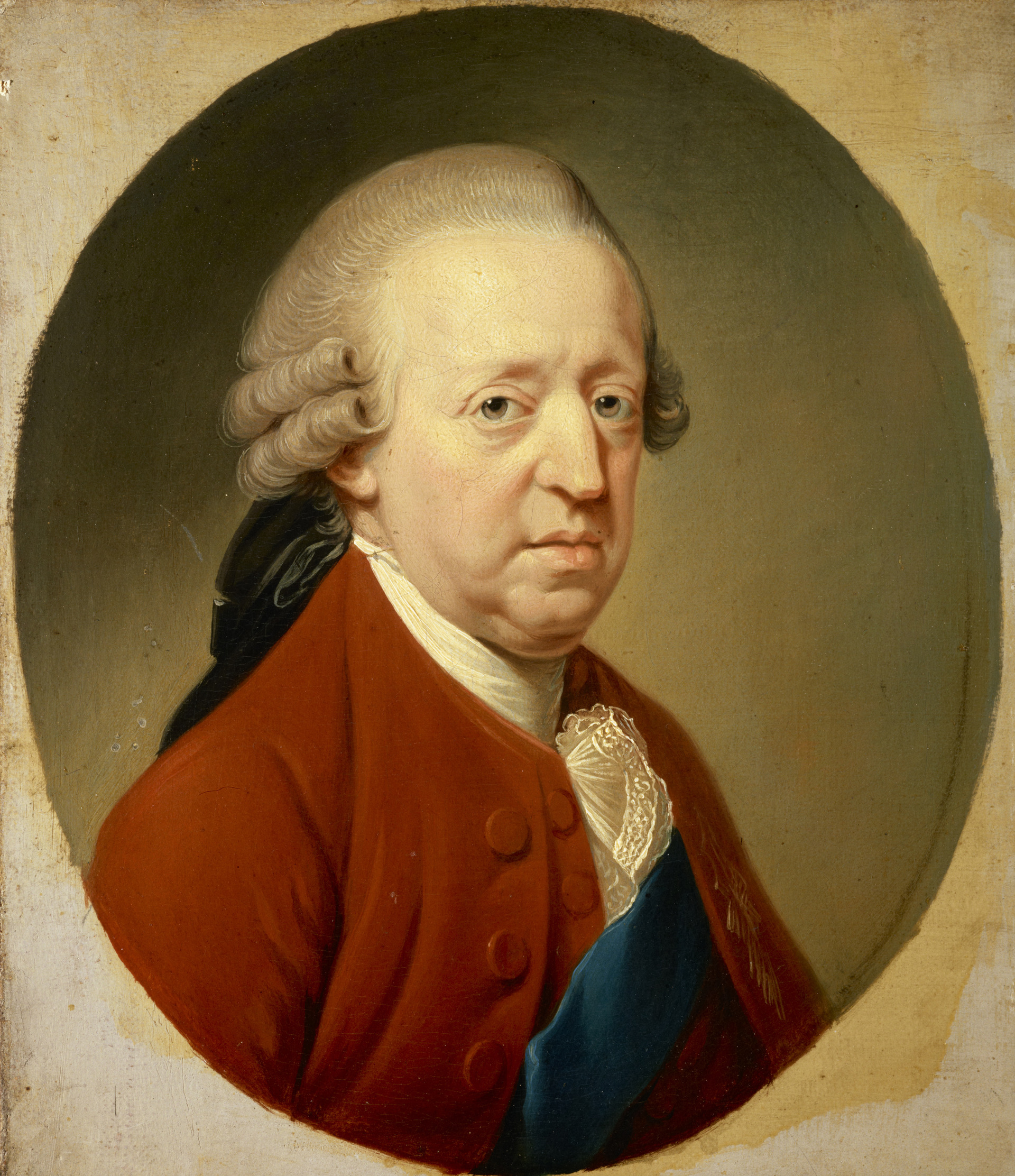
Чарльз Эдвард Стюарт. Портрет 1775 года

В июне 1747 года д’Эгуель подготовил отчет о восстании, в котором критиковал руководство якобитов в целом, в то время как его мнение о Чарльзе было настолько негативным, что он пришел к выводу, что Франции было бы лучше поддержать шотландскую республику. Вскоре после этого Генрих Бенедикт Стюарт был рукоположен в сан римско-католического священника; Чарльз рассматривал это как молчаливое признание того, что дело Стюарта закончено, и так и не простил его. Для обоих лидеров восстание должно было стать кульминацией их карьеры. Чарльз был насильственно депортирован из Франции после заключения второго Ахенского мира 1748 года и быстро впал в алкоголизм, а Камберленд ушел из британской армии в 1757 году и умер от инсульта в 1765 году.
Чарльз продолжал свои попытки возродить дело, включая тайный визит в Лондон в 1750 году, когда он встретил сторонников и ненадолго обратился в веру церкви неприсягнувших (вскоре он вернулся к католическому вероисповеданию). В 1759 году он встретился, чтобы обсудить ещё одно вторжение с премьер-министром Франции Шуазёлем, но последний уволил его как недееспособного из-за пьянства. После битвы при Каллодене в 1746 году Чарльз Эдуард Стюарт так и не смог заручиться достаточной поддержкой для дальнейших попыток претендовать на трон, дело якобитов было мертво, а неудача якобитского восстания привела его к алкоголизму. Несмотря на призывы Генриха, папа Климент XIII отказался признать его Карлом III после того, как их отец умер в 1766 году. Он умер от инсульта в Риме в январе 1788 года разочарованным и озлобленным человеком.

## Наследие
Историк Уинифред Дьюк утверждала, что «… принятое в умах большинства людей представление о сорок пятом годе представляет собой смутное и живописное сочетание пикника и крестового похода … в холодной реальности Чарльз был незваным и нежеланным». Современные комментаторы утверждают, что акцент на «Красавчике принце Чарли» скрывает тот факт, что многие из участников восстания сделали это, потому что они выступали против унии, а не ганноверцев; этот националистический аспект делает его частью продолжающейся политической идеи, а не последним актом обречённого дела и культуры.
Примером такого неуместного внимания является изображение якобитской армии, состоящей в основном из говорящих на гэльском языке горцев; в 2013 году, Центр посещений Каллодена перечислил участвовавшие на стороне якобитов полки низменностей, такие как лейб-гвардейские лорда Элхо и Балмерино, гусар Бэггота и Пертширский конный виконта Страталлана, также известный как «хайлендский конный». Хотя значительную часть войска составляли горцы, в его состав также входили многие подразделения равнин, ограниченное количество англичан и несколько сотен французских и ирландских регулярных военных.
После 1745 года народное представление о горцах изменилось с расово и культурно обособленных от других шотландцев «диких, буйных горцев» на представителей благородной расы воинов. За столетие до 1745 года сельская бедность заставляла все больше людей записываться в иностранные армии, такие как голландская шотландская бригада. Однако, хотя сам военный опыт был обычным явлением, военные аспекты клановой принадлежности в течение многих лет находились в упадке, последней значительной межклановой битвой была Маол Руад в августе 1688 года. Дипломатическая служба была запрещена в 1745 году, и набор в британскую армию ускорился как преднамеренная политика. Викторианские имперские администраторы приняли политику сосредоточения вербовки на так называемых «боевых расах», при этом горцы были объединены с сикхами, дограми и гуркхами как те, кого произвольно определили как разделяющих военные достоинства.

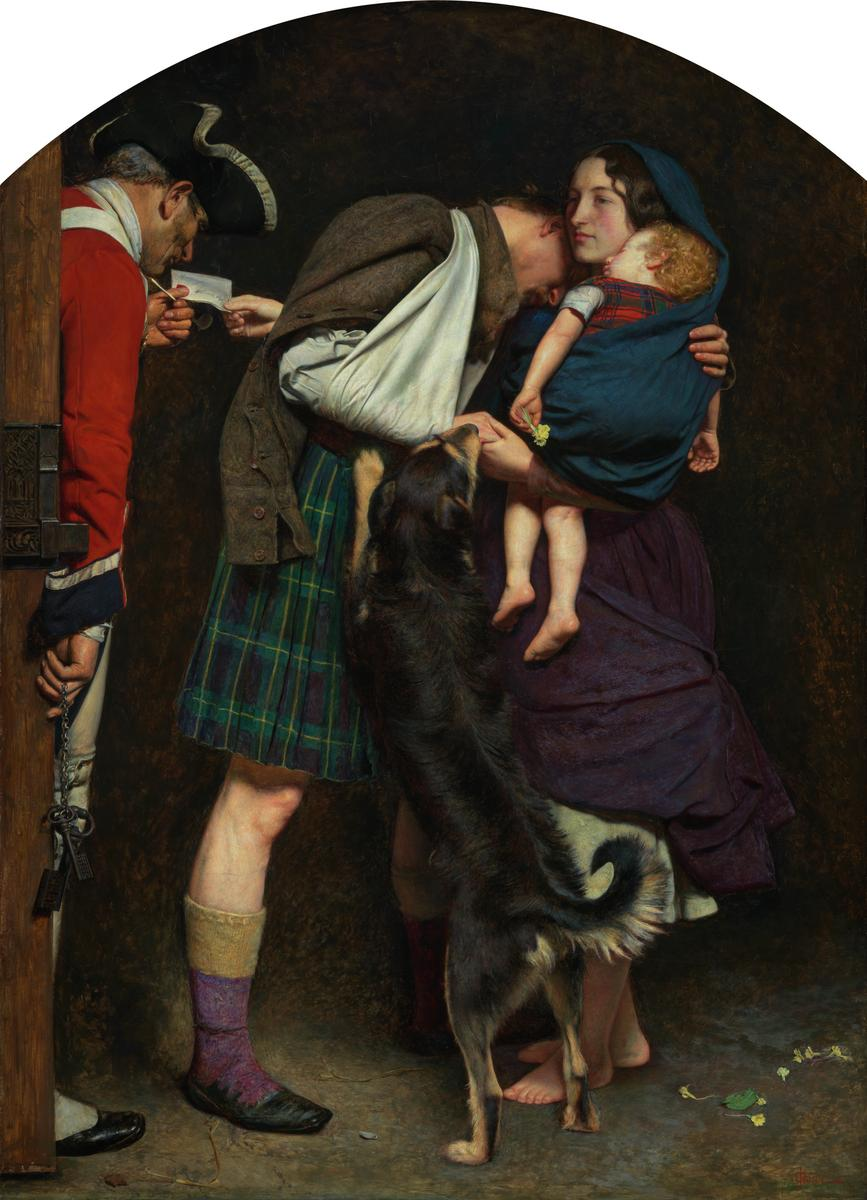
Джон Эверетт Милле. Приказ об освобождении, 1746

До 1707 года шотландские писатели составляли часть более широкой и часто единообразной европейской литературной культуры; создание уникального шотландского стиля началось как реакция на унию, когда такие поэты, как Аллан Рэмзи, впервые использовали шотландский язык. После восстания примирение якобитского прошлого с юнионистским настоящим означало сосредоточение внимания на общей культурной идентичности, что облегчалось тем фактом, что это не подразумевало симпатии к Стюартам; Рэмзи был одним из тех, кто покинул Эдинбург, когда он пал перед якобитами в 1745 году. Однако до середины XX в. изучение шотландской истории в значительной степени игнорировалось школами и университетами.

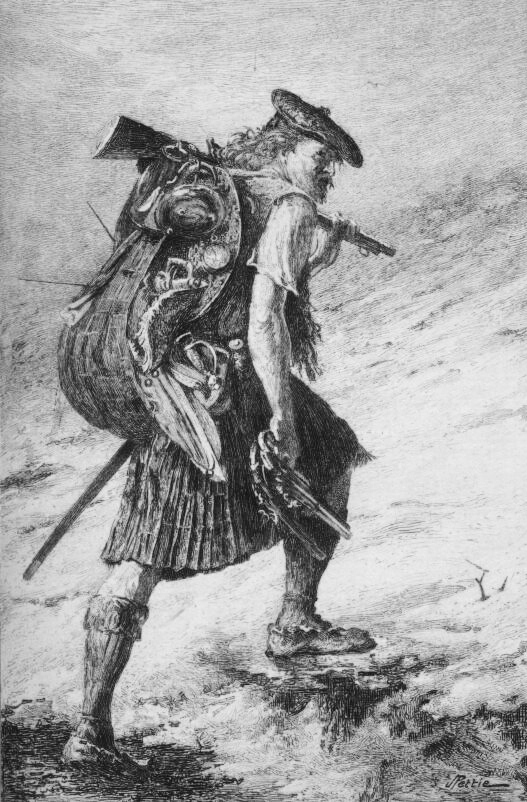
Расформированный, Уэверли в одежде горцев, Иллюстрация Джона Петти к изданию 1893 года

Народный стиль был продолжен после 1745 года, наиболее известным из которых был Роберт Бернс, но другие избегали недавних разделений в шотландском обществе, оглядываясь на гораздо более далекое и в значительной степени мифическое прошлое. Среди них был Джеймс Макферсон, который между 1760 и 1765 годами опубликовал цикл Оссиана, ставший бестселлером в Европе. Утверждение о том, что это был перевод с оригинального гэльского, с тех пор оспаривается, но ощущение угрозы, под которой культура находилась после 1746 года, привело к всплеску развития шотландской гэльской литературы, большая часть которой была связана с событиями восстания. За Аласдером мак Мхайсьтиром за Аласдером, которого обычно считают автором первых светских произведений на гэльском языке в начале 1740-х годов, последовали гэльские поэты, в том числе участвовавший в Восстании в составе правительственного ополчения Дункан Бан Макинтайр, и Катриона Ник Фергайс, которая якобы потеряла мужа в Каллодене.
Восстание и его последствия были популярной темой для многих писателей; наиболее значительным из них был сэр Вальтер Скотт, который в начале XIX в. представил восстание как часть общей истории юнионистов. Герой его романа «Уэверли» — англичанин, который сражается на стороне Стюартов, спасает правительственного полковника и, в конце концов, отказывается от романтической красавицы из Хайленда ради дочери аристократа из долины. Примирение Скоттом юнионизма и 45-го года позволило менее чем 70 лет спустя изобразить племянника Камберленда Георга IV в хайлендском платье и тартане, которые ранее были символами восстания якобитов.
Замена сложного и вызывающего разногласия исторического прошлого упрощённой, но общей культурной традицией привела к изобретению в викторианскую эпоху ужинов Бёрнса, горских игр, тартанов и принятию преимущественно протестантской нацией героев-католиков — королевы Шотландии Марии и «красавчика принца Чарли». Они продолжают формировать современные взгляды на прошлое шотландцев.

### Миграция в Новый Свет
Подавление восстания и репрессии против горцев привели к их массовой миграции в Америку. После Каллодена король обещал амнистию тем горцам, который дадут клятву верности и уедут в колонии. Горцы лучше всего были знакомы с Северной Каролиной, где с 1739 года существовала их небольшая колония, а губернатором Северной Каролины с 1734 года был шотландец из Данди, Габриель Джонстон. По замечанию современников, «каролиномания» захватила все слои общества Шотландии. Один за другим корабли с переселенцами прибывали в Чарлстон или Уилмингтон, и оттуда горцы расселялись по берегам реки Кейп-Фир. В 1762 году переселенцы из шотландского Кэмпбелтауна основали на Кейп-Фир город Кемпбелтаун, который впоследствии был переименован в Фейетвилл. Весной и осенью 1770 года из Шотландии на запад отплыли 54 корабля, которые перевезли 1200 человек. В 1775 году губернатор утверждал, что может вооружить 3000 горцев, из чего следует, что общее шотландское население колонии составляло около 20 000 человек. Переселенцы предполагали, что сохранят свою культуру и образ жизни, но горская клановая структура в новых условиях быстро отмерла, за ней вышла из употребления горская одежда, а вскоре перестал использоваться и гэльский язык.

## В культуре
В кино
- «Чужестранка» (2014—2018 г.) — драматический фантастический телесериал совместного производства США и Великобритании, основанный на одноимённой серии романов Дианы Гэблдон.
- Битве при Каллодене посвящён фильм «Каллоден» (1964 г.) режиссёр — Питер Уоткинс.
- «Горцы» (1966 г.) — четвёртая серия четвёртого сезона британского сериала «Доктор Кто».
- Восстанию целиком посвящён фильм «В погоне за оленем» (Chasing the Deer, 1994 г.).

В литературе
- На фоне восстания, очень скупо и поверхностно описанного, происходит действие романа «Владетель Баллантрэ».
- «Уэверли, или Шестьдесят лет назад» — исторический роман Вальтера Скотта, действие которого происходит во время восстания якобитов.
- Английский поэт-романтик Джордж Байрон так вспоминает погибших в битве при Каллодене в своей поэме «Лахин-Ин-Гар[англ.]» (перевод В. Я. Брюсова)

«Несчастные воины! разве видений,

Пророчащих гибель вам, вы не видали?»

Да! вам суждено было пасть в Кулодене,

И смерть вашу лавры побед не венчали!
В музыке
- Восстанию якобитов посвящена композиция «Rebellion» немецкой метал-группы Grave Digger.